# Synothele koonalda
Synothele koonalda là một loài nhện trong họ Barychelidae. Loài này phân bố ờ Nam Úc.